# مدرسة السلطان محمود
مدرسة السلطان محمود، تقع في شارع بورسعيد (الخليج المصري سابقاً) قبل تقاطعه مع كل من شارعي سكة راتب وشارع الشيخ ريحان. ومنشيء المدرسة السلطان العثماني محمود خان بن مصطفى خان. سنة 1164هـ - 1750م.

## التخطيط
يقوم تخطيط المدرسة على صحن أوسط مكشوف تتوسطه فوارة مغطاة بقبة خشبية محاطة بحديقة صغيرة بها أشجار فواكه مثل المانجو والجوافة، والصحن محاط من جهاته الأربع بظلة تقوم على صف واحد من الأعمدة التي تحمل فوقها عقوداً تطل على الصحن، وتقع خلف كل ظلة من هذه الظلات الخلاوي التي كان يقيم بها الطلبة في هذه المدرسة عدا الظلة الجنوبية الشرقية التي تقع خلفها حجرة الدراسة أو مكان التدريس، والتي كانت تستخدم في الوقت نفسه كمسجد، ويدلنا على ذلك المحراب الذي لا يزال موجوداً بها.
وتطل واجهة المدرسة على شارع بورسعيد في الناحية الشمالية الغربية، وبها كتلة المدخل التي تحوي النص التأسيسي للمدرسة.